# Libre (parti politique)
Pour les articles homonymes, voir Libre.
Le LIBRE (en portugais : LIVRE, abrégé en L) est un parti politique portugais écosocialiste.

## Histoire
L'idée à l'origine de la création du parti remonte à 2013, prenant la suite d'un « manifeste pour une gauche libre » ayant rencontré un relatif succès (quelques milliers d'adhésions) depuis le printemps 2012. Le parti est officiellement fondé lors d'un congrès fondateur à Porto les 31 janvier et 1er février 2014. L'inscription du LIBRE au registre des partis politiques portugais est actée par une décision du Tribunal constitutionnel en date du 20 mars de la même année. Il participe à son premier scrutin deux mois plus tard, à l'occasion d'élections européennes lors desquelles il obtient 2,18% des suffrages exprimés, sans néanmoins réussir à faire élire sa tête-de-liste Rui Tavares.
En vue des élections législatives de 2015, le parti entame un processus d'ouverture à la société civile culminant en un changement de nom : lors de son IId congrès, le 19 avril 2015, le parti devient le LIBRE/Temps d'avancer (en portugais : LIVRE/Tempo de Avançar, abrégé en L/TDA). La modification est acceptée et enregistrée par le Tribunal constitutionnel le 20 mai suivant.
Le 26 juin 2015, le parti réalise une consultation interne visant à déterminer le candidat à soutenir lors de l'élection présidentielle de 2016 ; est alors décidé de soutenir l'indépendant António Sampaio da Nóvoa. Le LIBRE reproduit cette consultation interne en septembre 2020 en vue de l'élection présidentielle de l'année suivante ; la socialiste Ana Gomes remporte l'investiture du parti.
À l'occasion de son Ve congrès, le 19 juin 2016, le parti décide de revenir à son nom original, modification acceptée par le Tribunal constitutionnel le 10 mai 2017. Néanmoins, le LIBRE ne peut obtenir l'abréviation « LIVRE » qu'il avait demandé, dans la mesure où un parti ne peut avoir pour sigle son nom complet. Dès lors, le 22 juin suivant, le parti récupère son sigle original, « L ».
Le 6 octobre 2019, lors d'élections législatives, le LIBRE entérine son entrée à l'Assemblée de la République par l'intermédiaire de Joacine Katar Moreira, élue dans la circonscription de Lisbonne. Néanmoins, le parti perd sa représentation parlementaire le 3 février 2020 avec la défection de celle-ci, qui décide alors de siéger en tant que non-inscrite.

## Organisation
Le LIBRE se distingue des autres partis politiques portugais par son mode d'organisation interne unique au sein du paysage politique établi. En effet, celui-ci est dirigé par un « groupe de contact » de quinze personnes élues en interne; un porte-parole est ensuite sélectionné au sein de ce groupe et dont la fonction est rotative.
Sur le plan de la sélection des candidats du parti aux divers scrutins, le LIBRE se distingue également par l'organisation de primaires ouvertes à l'ensemble de l'électorat se reconnaissant dans les principes fondateurs du parti.
Groupe de Contact

Le Groupe de Contact est l'organe exécutif du parti, avec 2 porte-parole paritaires. Pour le mandat de 2022-2024 il est constitué par 15 membres:
- Ana Natário
- Filipa Pinto
- Filipe Honório
- Isabel Faria
- Joana Filipe
- João Manso
- José Manuel Azevedo
- Mário Gaspar
- Miguel Bento
- Natércia Lopes
- Patrícia Robalo
- Paulo Muacho
- Rui Tavares (co-porta-voz)
- Teresa Leitão
- Teresa Salomé Mota (co-porta-voz)

Assemblée

L'assemblée est l'organe suprême entre les congrès et est élue de manière uni-nominative. Elle se réunit au moins une fois par trimestre pour évaluer les décisions du groupe de contact et voter les documents politiques ou autres. En 2022, elle comprendra:
- Patrícia Gonçalves (coordenadora)
- André Wemans (1.ª secretário)
- Hugo Faria (2.º secretário)
- Ana Raposo Marques
- Ana Sofia Marcelino
- Anabela Peixoto Ferreira
- André Mendes
- Augusto Rodrigues
- Beatriz Filipe
- Bernardo Vidal
- Bruno Machado
- Carla do Carmo
- Carlos Teixeira
- Denise Mateus
- Diana Almeida
- Diana Barbosa
- Eduardo Viana
- Flávia Alves
- Flávio Oliveira
- Francisco Costa
- Francisco Paupério
- Geiziely Fernandes
- Graça Nazaré
- Henrique Vasconcelos
- Isabel Mendes Lopes
- João Aiveca Caseiro
- João Barata Rodrigues
- João Lourenço Monteiro
- João Luís Silva
- Jorge Pinto (LIVRE)
- José Araújo
- Luciana Cruz
- Margarida Bordalo
- Margarida Estevão
- Maria Esteves Pereira
- Marta Costa
- Marta Ramos
- Miguel Cisneiros
- Miguel Won
- Ofélia Janeiro
- Pedro Gonçalves
- Pedro Mendonça
- Pedro Miguel Santos
- Rui Dinis Silva
- Safaa Dib
- Sónia Sapinho
- Tomás Cardoso Pereira

Conseil de Jurisdiction

Le Conseil de juridiction est l'organe de Livre chargé de l'interprétation et de l'application internes de la loi, des statuts et du règlement, de la supervision et du contrôle internes de la gestion financière du parti, ainsi que du respect du code d'éthique. En 2022, il est composé de:
- Anaximandro Furtado
- Aurora Cerqueira
- Bárbara Tengarrinha
- Florbela Carmo
- Glória Franco
- Inês Cisneiros
- Inês Viana
- Jorge Gravanita
- Manuel Barbosa Lopes
- Miguel Conde
- Ricardo Sá Fernandes

## Résultats électoraux

### Élections législatives
| Année | Tête de liste | Voix    | %    | Rang | Sièges  | Statut                          |
| ----- | ------------- | ------- | ---- | ---- | ------- | ------------------------------- |
| 2015  | Rui Tavares   | 39 340  | 0,73 | 9e   | 0 / 230 | Extra-parlementaire             |
| 2019  | Rui Tavares   | 57 172  | 1,09 | 9e   | 1 / 230 | Opposition (XXIIe, 2019-2020)   |
| 2019  | Rui Tavares   | 57 172  | 1,09 | 9e   | 1 / 230 | Extra-parlementaire (2020-2022) |
| 2022  | Rui Tavares   | 71 232  | 1,28 | 9e   | 1 / 230 | Opposition (XXIIIe)             |
| 2024  | Rui Tavares   | 204 875 | 3,31 | 7e   | 4 / 230 | Opposition (XXIVe)              |
| 2025  | Rui Tavares   | 257 291 | 4,25 | 5e   | 6 / 230 | Opposition (XXVe)               |

### Élections européennes
| Année | Tête de liste      | Voix    | %    | Rang | Sièges | Statut              |
| ----- | ------------------ | ------- | ---- | ---- | ------ | ------------------- |
| 2014  | Rui Tavares        | 71 602  | 2,18 | 6e   | 0 / 21 | Extra-parlementaire |
| 2019  | Rui Tavares        | 60 575  | 1,83 | 8e   | 0 / 21 | Extra-parlementaire |
| 2024  | Francisco Paupério | 148 572 | 3,83 | 7e   | 0 / 21 | Extra-parlementaire |

### Élections régionales

#### Région autonome des Açores
| Année | Tête de liste | Voix | %    | Rang | Sièges | Statut              |
| ----- | ------------- | ---- | ---- | ---- | ------ | ------------------- |
| 2016  | José Azevedo  | 227  | 0,24 | 11e  | 0 / 57 | Extra-parlementaire |
| 2020  | José Azevedo  | 362  | 0,35 | 11e  | 0 / 57 | Extra-parlementaire |
| 2024  | José Azevedo  | 735  | 0,64 | 8e   | 0 / 57 | Extra-parlementaire |

#### Région autonome de Madère
| Année | Tête de liste          | Voix                   | %                      | Rang                   | Sièges                 | Statut              |
| ----- | ---------------------- | ---------------------- | ---------------------- | ---------------------- | ---------------------- | ------------------- |
| 2015  | Pas de liste présentée | Pas de liste présentée | Pas de liste présentée | Pas de liste présentée | Pas de liste présentée | Extra-parlementaire |
| 2019  | Pas de liste présentée | Pas de liste présentée | Pas de liste présentée | Pas de liste présentée | Pas de liste présentée | Extra-parlementaire |
| 2023  | Tiago Camacho          | 858                    | 0,63                   | 10e                    | 0 / 47                 | Extra-parlementaire |
| 2024  | Marta Sofia            | 905                    | 0,67                   | 11e                    | 0 / 47                 | Extra-parlementaire |
| 2025  | Marta Sofia            | 959                    | 0,69                   | 10e                    | 0 / 47                 | Extra-parlementaire |

### Élections municipales
| Année | Municipalités | Municipalités | Municipalités | Municipalités | Municipalités | Freguesias | Freguesias | Freguesias  |
| Année | %             | Rang          | Maires        | Échevins      | Conseillers   | %          | Rang       | Conseillers |
| ----- | ------------- | ------------- | ------------- | ------------- | ------------- | ---------- | ---------- | ----------- |
| 2017  | 0,02          | 36e           | 0 / 308       | 0 / 2074      | 0 / 6461      | 0,01       | 37e        | 2 / 27019   |
| 2021  | 0,05          | 44e           | 0 / 308       | 1 / 2064      | 4 / 6448      | 0,01       | 56e        | 3 / 26797   |

### Source de traduction
- (pt) Cet article est partiellement ou en totalité issu de l’article de Wikipédia en portugais intitulé « LIVRE (partido político) » (voir la liste des auteurs).